# Miguel Gutiérrez Ortega
Miguel Gutiérrez Ortega (Madrid, 27 de julio de 2001) es un futbolista español que juega como defensa en la S. S. C. Napoli de la Serie A de Italia.

## Trayectoria
Oriundo de Madrid, jugó en las categorías inferiores del Getafe CF antes de unirse a las del Real Madrid CF en 2011. En julio de 2017, el entonces entrenador del Manchester United FC, José Mourinho, estuvo interesado en su fichaje, pero con 16 años finalmente decidió permanecer en el club madrileño.
Durante la pretemporada de 2019 fue convocado con el primer equipo —dirigido por Zinedine Zidane—, para participar en la Copa Audi, tras la lesión del jugador titular Ferland Mendy. Fue entonces el primer jugador nacido en 2001 de la cantera del club en incorporarse al primer equipo.
Hizo su debut en partido oficial con el Real Madrid CF el 21 de abril de 2021, ingresando como suplente en la victoria por 3-0 ante el Cádiz CF. Finalizó la temporada con seis partidos disputados en los que dio una asistencia de gol. En equipo filial completó un total de quince partidos en los que anotó un gol. Considerado como una de las «perlas» de la cantera, compagina sus actuaciones en el filial con el primer equipo.
Para el comienzo de la temporada 2021-22, el jugador fue uno de los canteranos seleccionados para realizar los primeros entrenamientos de la temporada con el primer equipo, y se le señaló como uno de los posibles jugadores a ocupar el lateral izquierdo del conjunto madrileño en competencia con Ferland Mendy y el veterano capitán Marcelo Vieira. Comenzó con participación en el equipo debido a las lesiones de Mendy y Marcelo, con destacadas acciones, y el 28 de septiembre debutó con el club en la Liga de Campeones frente al FC Sheriff Tiraspol. El partido, disputado en el estadio Santiago Bernabéu, finalizó con un resultado de 1-2.
Una vez recuperados los lesionados, partió como suplente y alternó convocatorias con su rol principal en el equipo filial. Con destacadas actuaciones firmó dos goles y ocho asistencias antes de sufrir una lesión en el menisco que le apartó de los últimos dos meses de la competición. Una veloz recuperación le permitió jugar el último encuentro de la temporada, cerrada como uno de los más destacados de la cantera madridista y de los jóvenes europeos.
Al no poder garantizar su progresión en el primer equipo debido a la alta competencia y falta de fichas para su inscripción, fue traspasado al Girona FC, siguiendo la fórmula aplicada años atrás con Dani Carvajal, quien tras un año en Alemania retornó al club como integrante del primer equipo.
El 19 de agosto de 2025 se hizo oficial su traspaso al SSC Napoli italiano.

## Estadísticas

### Clubes
Actualizado al último partido disputado el 24 de abril de 2025.
| Club                                | Div.          | Temporada     | Liga  | Liga  | Liga   | Copas nacionales | Copas nacionales | Copas nacionales | Copas internacionales | Copas internacionales | Copas internacionales | Total | Total | Total  |
| Club                                | Div.          | Temporada     | Part. | Goles | Asist. | Part.            | Goles            | Asist.           | Part.                 | Goles                 | Asist.                | Part. | Goles | Asist. |
| ----------------------------------- | ------------- | ------------- | ----- | ----- | ------ | ---------------- | ---------------- | ---------------- | --------------------- | --------------------- | --------------------- | ----- | ----- | ------ |
| Real Madrid Castilla C. F. · España | 2.ª B         | 2020-21       | 15    | 1     | 1      | ―                | ―                | ―                | ―                     | ―                     | ―                     | 15    | 1     | 1      |
| Real Madrid Castilla C. F. · España | 1.ª F         | 2021-22       | 16    | 2     | 8      | ―                | ―                | ―                | ―                     | ―                     | ―                     | 16    | 2     | 8      |
| Real Madrid Castilla C. F. · España | Total club    | Total club    | 31    | 3     | 9      | 0                | 0                | 0                | 0                     | 0                     | 0                     | 31    | 3     | 9      |
| Real Madrid C. F. · España          | 1.ª           | 2020-21       | 6     | 0     | 1      | 0                | 0                | 0                | 0                     | 0                     | 0                     | 6     | 0     | 1      |
| Real Madrid C. F. · España          | 1.ª           | 2021-22       | 3     | 0     | 1      | 0                | 0                | 0                | 1                     | 0                     | 0                     | 4     | 0     | 1      |
| Real Madrid C. F. · España          | Total club    | Total club    | 9     | 0     | 2      | 0                | 0                | 0                | 1                     | 0                     | 0                     | 10    | 0     | 2      |
| Girona F. C. · España               | 1.ª           | 2022-23       | 34    | 2     | 4      | 2                | 0                | 0                | ―                     | ―                     | ―                     | 36    | 2     | 4      |
| Girona F. C. · España               | 1.ª           | 2023-24       | 35    | 2     | 7      | 5                | 0                | 2                | —                     | —                     | —                     | 40    | 2     | 9      |
| Girona F. C. · España               | 1.ª           | 2024-25       | 29    | 1     | 5      | 1                | 0                | 1                | 6                     | 1                     | 0                     | 36    | 2     | 6      |
| Girona F. C. · España               | Total club    | Total club    | 98    | 5     | 16     | 8                | 0                | 3                | 6                     | 1                     | 0                     | 112   | 6     | 19     |
| Total carrera                       | Total carrera | Total carrera | 138   | 8     | 27     | 8                | 0                | 3                | 7                     | 1                     | 0                     | 153   | 9     | 30     |

## Palmarés

### Títulos nacionales
| Título             | Club              | País   | Año  |
| ------------------ | ----------------- | ------ | ---- |
| Campeonato de Liga | Real Madrid C. F. | España | 2022 |

### Títulos internacionales
(*) Incluyendo la selección
| Título            | Equipo *          | Sede   | Año  |
| ----------------- | ----------------- | ------ | ---- |
| Europeo (sub-19)  | España (sub-19)   | Ereván | 2019 |
| Liga Juvenil      | Real Madrid Juv.  | Nyon   | 2020 |
| Liga de Campeones | Real Madrid C. F. | París  | 2022 |
| Juegos Olímpicos  | España (sub-23)   | París  | 2024 |